# Sự kiện UFO trường Ariel
Sự kiện UFO trường Ariel là vụ chứng kiến vật thể bay không xác định (UFO) xảy ra ở Ruwa, Zimbabwe vào ngày 16 tháng 9 năm 1994. 62 học sinh trường Ariel trong độ tuổi từ sáu đến mười hai kể lại rằng chúng đã tận mắt nhìn thấy một hoặc nhiều phi thuyền bằng bạc từ trên trời rơi xuống và hạ cánh tại một cánh đồng gần trường mình. Sau đó, một hoặc nhiều sinh vật mặc đồ màu đen lại gần bọn trẻ và truyền đạt cho chúng thông điệp về chủ đề môi trường bằng thần giao cách cảm. Nhà văn viết về đề tài Fortean Jerome Clark đã gọi vụ này là “Cuộc tiếp xúc cự ly gần loại thứ ba đặc biệt nhất trong thập niên 1990”. Phe hoài nghi đã mô tả biến cố này là một trong những vụ cuồng loạn tập thể. Không hẳn hầu hết đám trẻ ở trường ngày đấy đều cho biết chúng đã nhìn thấy thứ gì đó. Một số đứa trong nhóm đã khẳng định rằng lời kể của chúng về vụ việc là đúng sự thật.

## Bối cảnh
Ruwa là trung tâm nông nghiệp nhỏ nằm cách thủ đô Harare 22 km về phía đông nam. Vào thời điểm xảy ra sự kiện này, đây không phải là một thị trấn mà chỉ là một tên gọi địa phương, “nhỉnh hơn ngã tư trong vùng nông nghiệp”. Trường Ariel là trường tư thục đắt tiền. Hầu hết học sinh trường này đều xuất thân từ những gia đình da trắng giàu có ở Harare.
Hai ngày trước khi xảy ra sự kiện này ở Ariel, đã có một số người nhìn thấy UFO trên khắp miền nam châu Phi. Có nhiều báo cáo về một quả cầu lửa sáng chói bay qua bầu trời vào ban đêm. Nhiều người trả lời đề nghị gọi điện của Đài phát thanh ZBC và mô tả những gì họ vừa nhìn thấy. Mặc dù một số nhân chứng giải thích quả cầu lửa này chỉ là một sao chổi hoặc thiên thạch, thế nhưng hiện tượng này đã dẫn đến làn sóng cuồng UFO ở Zimbabwe vào thời điểm đó. Theo nhà hoài nghi học Brian Dunning nhìn nhận thì quả cầu lửa này “là sự tái nhập của tên lửa Zenit-2 từ vụ phóng vệ tinh Cosmos 2290. Tên lửa đẩy vỡ thành những vệt cháy khi di chuyển lặng lẽ trên bầu trời, mang đến một màn trình diễn ánh sáng ấn tượng cho hàng triệu người châu Phi.” Nhà nghiên cứu UFO địa phương Cynthia Hind đã ghi lại những vụ chứng kiến người ngoài hành tinh khác vào lúc đó, bao gồm cả vụ chứng kiến giữa ban ngày ban mặt của một cậu bé và mẹ cậu và vụ trình báo về những sinh vật ngoài hành tinh trên đường của một tài xế xe tải.

## Diễn biến
Vụ chứng kiến UFO ở Ariel xảy ra vào lúc 10 giờ sáng ngày 16 tháng 9 năm 1994, khi đám học sinh đang ở ngoài trời vào giờ nghỉ giữa buổi sáng. Nhóm giáo viên ở độ tuổi trưởng thành của trường đang có một cuộc họp bên trong vào lúc đó. Toàn bộ sự việc kéo dài khoảng mười lăm phút.  Khi bọn trẻ trở lại lớp, chúng liền kể với giáo viên chúng đã thấy những gì nhưng bị gạt đi. Khi bọn trẻ trở về nhà thì chúng kể lại cho cha mẹ biết. Nhiều phụ huynh trong số đó liền đến trường vào ngày hôm sau để thảo luận với giáo viên về những gì đã xảy ra với bọn trẻ. Cynthia Hind nắm rõ vụ việc nhờ được Đài phát thanh ZBC đưa tin về sự kiện này.
Hind bèn đến thăm trường này vào ngày hôm sau. Bà phỏng vấn bọn trẻ và đề nghị chúng vẽ lại những bức tranh về những gì chúng vừa nhìn thấy. Hind kể rằng bọn trẻ đều kể cho bà nghe cùng một câu chuyện. Phóng viên của BBC tại Zimbabwe là Tim Leach đã đến thăm trường vào ngày 19 tháng 9 để quay phim các cuộc phỏng vấn với học sinh, nhân viên và Hind. Sau khi điều tra vụ việc, Leach tuyên bố “Tôi có thể xử lý mảng chiến sự nhưng tôi không thể giải quyết vụ này”.
Tháng 11 năm đó, giáo sư tâm thần học John E. Mack của Đại học Harvard đến thăm trường Ariel để phỏng vấn các nhân chứng. Trong suốt thập niên 1990, Mack đã điều tra các vụ chứng kiến UFO và đặc biệt quan tâm đến hiện tượng người ngoài hành tinh bắt cóc. Tháng 5 năm 1994, Hiệu trưởng Trường Y Harvard là Daniel C. Tosteson bèn chỉ định một ủy ban gồm các đồng nghiệp nhằm xem xét một cách bí mật việc chăm sóc sức khỏe và điều tra lâm sàng của Mack về những người đã chia sẻ những cuộc gặp gỡ người ngoài hành tinh với ông (một số trường hợp của họ được viết trong cuốn sách của Mack nhan đề Abduction xuất bản năm 1994). Vấn đề là Mack đã thông báo với những người này rằng trải nghiệm của họ có thể là thật. Sau mười bốn tháng, Harvard đưa ra một tuyên bố cho biết Hiệu trưởng đã "tái khẳng định quyền tự do học thuật của Tiến sĩ Mack để nghiên cứu những gì ông ấy muốn và nêu ý kiến của mình mà không bị cản trở," kết luận rằng "Tiến sĩ Mack vẫn là một thành viên có vị thế xuất sắc của Khoa Y Harvard".
Theo các cuộc phỏng vấn của Hind, Leach và Mack, 62 đứa trẻ trong độ tuổi từ sáu đến mười hai tuyên bố đã nhìn thấy ít nhất là một UFO. Không phải tất cả trẻ em ở trường đều khẳng định là mình có chứng kiến cảnh tượng này. Các chi tiết cơ bản của những vụ chứng kiến khá nhất quán mặc dù không phải tất cả các chi tiết đều như vậy. Một hoặc nhiều vật thể bằng bạc, thường được mô tả dưới dạng hình đĩa, xuất hiện trên bầu. Sau đó, chúng trôi xuống một cánh đồng cọ và những cây nhỏ ngay bên ngoài khuôn viên trường tiểu học. Từ một đến bốn sinh vật có đôi mắt to và mặc toàn đồ màu đen, bước ra khỏi con tàu và đến gần bọn trẻ. Tại thời điểm này, nhiều đứa trẻ đã bỏ chạy nhưng một số thường là học sinh lớn hơn thì ở lại và quan sát vụ tiếp cận. Theo các cuộc phỏng vấn của Mack, sinh vật hoặc các sinh vật này về sau đã truyền đạt thông điệp về môi trường bằng thần giao cách cảm cho bọn trẻ, trước khi quay trở lại phi thuyền và bay đi. Theo Dunning, khía cạnh thông điệp thần giao cách cảm này của câu chuyện không được đưa vào bản báo cáo của Hind hoặc Leach, chỉ mỗi bản của Mack, mặc dù Hind đã báo cáo vụ việc về sau này.
Trong các cuộc phỏng vấn của Mack, một học sinh lớp 5 kể rằng em nhận được cảnh báo như thế nào “về một điều gì đó sắp xảy ra,” và “đừng để ô nhiễm xảy ra”. Một cô bé mười một tuổi nói với Mack “Cháu nghĩ họ muốn mọi người biết rằng chúng ta đang thực sự gây hại cho thế giới này và chúng ta không được trang bị quá nhiều công nghệ [kiểu vậy].” Một đứa trẻ kể rằng sinh vật lạ nói cho cậu biết là thế giới này sẽ kết thúc bởi vì họ không chăm sóc hành tinh.
Những đứa trẻ kiên quyết rằng chúng chưa nhìn thấy một chiếc máy bay nào. Hind lưu ý rằng nền tảng văn hóa khác nhau của những đứa trẻ đã dẫn đến những cách giải thích khác nhau về những gì chúng vừa thấy và không hẳn tất cả bọn trẻ đều tin rằng chúng đã tận mắt chứng kiến người ngoài hành tinh. Bà lưu ý rằng vài đứa trẻ nghĩ rằng những sinh linh nhỏ bé này chính là tikoloshe, những sinh vật trong nền văn hóa dân gian Shona và Ndebele.

## Hậu quả
Sự kiện UFO ở Ruwa nhanh chóng trở thành một trong những vụ UFO nổi tiếng nhất ở châu Phi. Ngay trong tập phim tháng 6 năm 2021 của chương trình Witness History của BBC, vụ này được mô tả là “một trong những sự kiện quan trọng nhất trong lịch sử UFO”. Giới nghiên cứu UFO tiếp tục viện dẫn trường hợp này đã cung cấp bằng chứng thuyết phục về chuyến viếng thăm Trái Đất của người ngoài hành tinh. Phe hoài nghi liền gạt bỏ ý tưởng khi cho đó chỉ là một trong những vụ cuồng loạn tập thể hay thậm chí là trò đùa nghịch.
Tháng 12 năm 2020, Brian Dunning đã dành một tập trong podcast Skeptoid của mình để kể về vụ này. Ông lưu ý rằng một số đứa trẻ trong trường cho biết chúng không hề thấy điều gì bất thường vào ngày hôm đó cả. Ông phản đối lập luận thường được lặp đi lặp lại rằng các nhân chứng là học sinh nông thôn ở Zimbabwe không được tiếp xúc với phương tiện truyền thông hiện đại và do đó sẽ không quen thuộc với khái niệm về UFO và du khách ngoài hành tinh. Ông còn chỉ trích kỹ thuật phỏng vấn của Hind và Mack. Hind phỏng vấn bọn trẻ theo nhóm từ 4 đến 6 đứa với mọi đứa khác được phép nghe và vì vậy câu chuyện của chúng bị chồng chéo lẫn nhau. Mack chỉ phỏng vấn bọn trẻ hai tháng sau khi vụ việc xảy ra và Dunning nói rằng Mack, một nhà môi trường nổi tiếng, đã “thúc giục và gợi ý” về khía cạnh giao tiếp thần giao cách cảm, không có trong bản báo cáo trước đây của Hind.
Một số nhân chứng khẳng định rằng những gì được kể lại là đúng sự thật. Năm 2014, tờ Mail & Guardian đã nói chuyện với một nhân chứng cho biết cô ấy lo sợ rằng các sinh vật sẽ quay trở lại và cô ấy có thể cảm nhận được khi chúng quay trở lại bầu khí quyển Trái Đất. Năm 2016, nhân chứng tên Emily Trim đã trưng bày những bức tranh theo như mô tả là "biểu hiện của những thông điệp mà mình nhận được" từ các sinh vật năm xưa. Tháng 6 năm 2021, cây bút tên Zah của hãng truyền thông Barstool Sports đã phát biểu trong một cuộc phỏng vấn về việc mình từng là học trò của trường Ariel vào ngày hôm đó. Ông kể lại rằng mình đã nhìn thấy một luồng sáng từ trên trời chiếu xuống và người ngoài hành tinh bước ra khỏi đấy. Bộ phim tài liệu The Phenomenon năm 2020 đã tới phỏng vấn các nhân chứng khác và để họ kể về trải nghiệm này đã ảnh hưởng đến bản thân mình như thế nào.